# Iglesia de Santa Magdalena (Santa Magdalena de Pulpis)
La iglesia de Santa Magdalena de la población de Santa Magdalena de Pulpis, es de estilo neoclásico, y templo católico situado en el centro de la población y sede de una parroquia del obispado de Tortosa.

## Historia
Es una iglesia sencilla y de reducidas dimensiones que se construyó en el siglo XIV por una población pequeña, que desde el siglo XV hasta el siglo XVII se mantuvo despoblada, pero conservando el consejo municipal y la parroquia.
Durante el siglo XVIII se vuelve a poblar y se produce un incremento constante de la población que provoca, en los últimos años del siglo, la ampliación de la iglesia alargando los pies de la nave.
A principios del siglo XIX, en mayo de 1819, se erige por segunda vez la parroquia, y frente al incremento de la población se hace necesaria la construcción de un templo más amplio que se inicia alrededor de 1860 y termina en 1866, construyéndose adosado al antiguo templo. La antigua iglesia se divide entonces en dos partes, una se convierte en la capilla de la Comunión, y la otra, en almacén de la iglesia.

## Arquitectura
El conjunto tiene dos partes perfectamente diferenciadas: el templo primitivo y la nueva iglesia, los dos adosados longitudinalmente.

### Estructura
La nueva fábrica tiene planta rectangular, con una sola nave de cinco tramos, donde el tramo más próximo al 
presbiterio es más corto, se encuentra cubierta de bóveda de cañón con arcos torales 
sustentados por 
pilastras jónicas adosadas, lunetas donde se abren ventanas de medio punto y capillas laterales entre los contrafuertes. La cabecera es recta, está elevada y tiene menos luz que la nave, y en sus lados se encuentran las sacristías y otras dependencias, comunicadas por un pasillo o trasaltar.

### Portada
La fachada, a los pies del templo, es muy sencilla, con una portada con dintel y jambas de sillares mínimamente moldurados. Por encima, una ventana semicircular permite iluminar la nave. Corona la fachada una cornisa triangular siguiendo el tejado de la nave.

### Torre-Campanario
El campanario, de planta cuadrada, situado a los pies de la iglesia y adosado en el lado de la Epístola, se encuentra, en el primer cuerpo, integrado en la fachada, sobresale otro cuerpo macizo y, el tercero, el de las campanas, presenta una abertura de medio punto a cada lado con los cantones aplanados. Culmina el conjunto con un tejado de tejas vidriadas.

### Antigua iglesia
Formada inicialmente por una bóveda de cañón apuntada reforzada por dos arcos torales, fue prolongada dos tramos más a los pies de la nave. El conjunto primitivo hacía 8 metros de anchura por 12 metros de largo, y con la ampliación, se llegó a los 21,6 metros de longitud.